# گنبد (تکاب)
گنبد (تکاب)، روستایی از توابع بخش تخت سلیمان شهرستان تکاب در استان آذربایجان غربی ایران است. یکی از بزرگترین معادن تراورتن ایران و آذربایجان در این روستا قرار دارد که به طبیعت زیبای گنبد، آسیب فراوان وارد نموده‌است. این روستا در دامنه کوه‌های پیر و گنبدی شکل قرار دارد، به همین علت به آن گنبد می‌گویند. گنبد از بزرگترین تولیدکنندگان صنایع دستی در شهرستان تکاب می‌باشد.

## جمعیت
این روستا در دهستان چمن قرار دارد و براساس سرشماری مرکز آمار ایران در سال ۱۳۸۵، جمعیت آن ۱۷۰ نفر (۳۷ خانوار) بوده‌است. مردم این روستا از ترکان افشار بوده و به زبان ترکی آذربایجانی تکلم می‌نمایند، مذهب همه اهالی شیعه است.